# Fluoro-pedrizite
La fluoro-pedrizite (simbolo IMA: Flpd) è un rarissimo minerale non ancora riconosciuto dall'Associazione Mineralogica Internazionale (IMA) perché pubblicato prima dell'approvazione dell'IMA; è comunque elencato nel supergruppo dell'anfibolo, all'interno del quale viene collocato nel "gruppo degli anfiboli con W(OH,F,Cl)-dominante" e da lì al sottogruppo degli anfiboli di litio dove occupa un posto nel "gruppo contenente la radice pedrizite nel nome"; essendo un anfibolo, appartiene agli inosilicati e pertanto alla famiglia minerale dei "silicati", e possiede composizione chimica NaLi2(Mg2Al2Li)Si8O22F2.
La fluoro-pedrizite viene definita con:
- catione sodio dominante in posizione A
- catione magnesio Mg2+ dominante in posizione C2+
- catione alluminio Al3+ dominante in posizione C3+
- anione fluoro dominante in posizione W.

Il minerale è l'analogo del fluoro della pedrizite, nella quale in posizione W si trova l'anione idrossile.

## Etimologia e storia
La fluoro-pedrizite è stata scoperta riesaminando l'olotipo della clino-holmquistite proveniente dal giacimento di spodumene di Tastyg nella repubblica di Tuva (in Russia). È risultata essere in realtà composta da due anfiboli: tremolite e la nuova specie mineralogica denominata all'epoca fluoro-sodic-pedrizite. Il nome è stato poi cambiato in fluoro-pedrizite con la revisione della nomenclatura degli anfiboli del 2012.

## Classificazione
La classica nona edizione della sistematica dei minerali di Strunz, aggiornata dall'Associazione Mineralogica Internazionale (IMA) fino al 2009, elenca la fluoro-pedrizite con il nome fluoro-sodic-pedrizite e la colloca nella sezione "9. Silicati (germanati)" e da lì nella sottoclasse "9.D Inosilicati"; questa viene suddivisa più finemente in modo tale da trovare il minerale nella sezione "9.DE Inosilicati con catene doppie di periodo 2, Si4O11; clinoanfiboli" dove forma il sistema nº 9.DE.05.
Tale classificazione resta pressoché invariata anche nell'edizione successiva, proseguita dal database "mindat.org" e chiamata Classificazione Strunz-mindat, nella quale (come accade per molti altri anfiboli del litio) mantiene le stesse classe, sottoclasse e sezione, ma viene smistata nel sistema nº 9.DE.25.
Nella Sistematica dei lapis (Lapis-Systematik) di Stefan Weiß la fluoro-pedrizite si trova nella classe dei "silicati" e nella sottoclasse degli "inosilicati"; qui è nella sezione dei minerali con struttura "[Si4O11]6- a due bande; gruppo anfibolo; anfiboli alcalini" dove forma il sistema nº VIII/F.08.

## Abito cristallino
La fluoro-pedrizite cristallizza nel sistema monoclino nel gruppo spaziale C2/m (gruppo n 12) con i parametri di cella a = 9,357 Å, b = 17,58 Å, c = 5,267 Å e β = 102,37°, oltre ad avere 2 unità di formula per cella unitaria.

## Origine e giacitura
La fluoro-pedrizite è stata trova nell'area di contatto tra la pegmatite ricca di litio e l'andesite di oligoclasio.
Il minerale è rarissimo ed è stato trovato solo in Russia, nel deposito di spodumene di "Tastyg" (49.87972°N 97.23972°E) nel Ėrzinskij kožuun (repubblica di Tuva).

## Forma in cui si presenta in natura
La fluoro-pedrizite è stata scoperta sotto forma di cristalli prismatici allungati lunghi fino a 0,5 mm. Il minerale è trasparente con lucentezza vitrea; il colore è azzurro pallido, mentre quello del suo striscio sulla mattonella di prova è bianco.